# Kora śródwęchowa

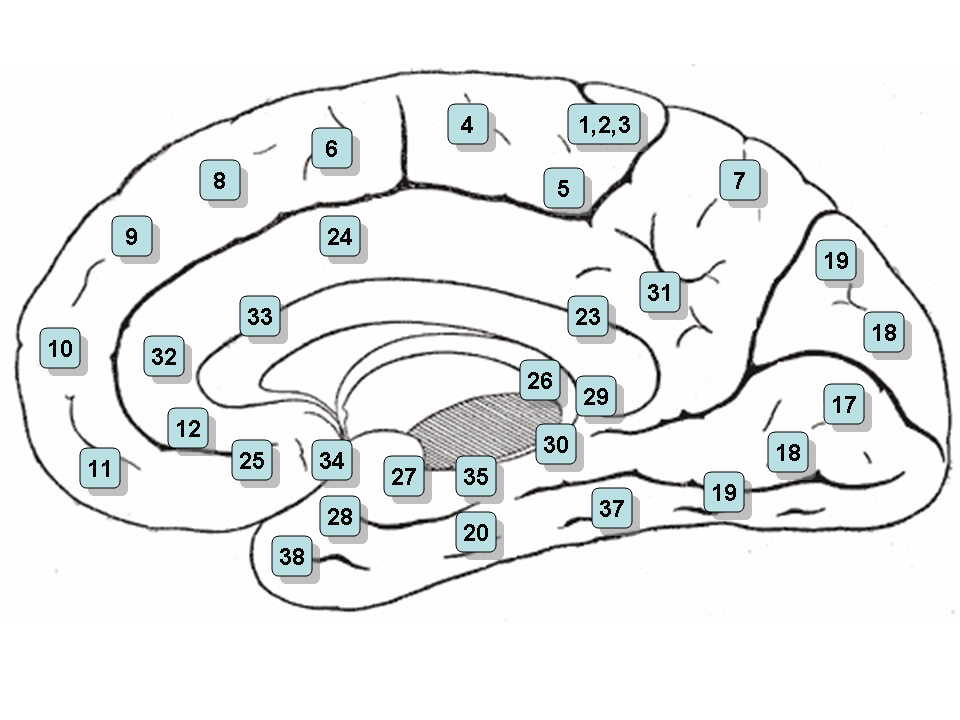
Lokalizacja pól Brodmanna kory mózgu człowieka. Korze śródwęchowej odpowiada pole 28, w dolnej lewej części schematu.

Kora śródwęchowa, kora entorynalna (łac. cortex entorhinalis, ang. entorhinal cortex) – obszar kory mózgu ssaków zaliczany do obszarów przejściowych, w tym przypadku do periarchicortex, czyli kory graniczącej z korą starą (czyli archicortex, do której zaliczane są głównie obszary korowe formacji hipokampa). Kora śródwęchowa jest położona w obszarze płata skroniowego, a u ssaków, które go nie posiadają, występuje w części tylno-brzuszno-przyśrodkowej kresomózgowia. Jest ściśle powiązana anatomicznie i funkcjonalnie z formacją hipokampa, a także ze strukturami węchowymi kresomózgowia, ciałem migdałowatym oraz obszarami kory asocjacyjnej. Pełni funkcje związane z procesami pamięciowymi, przetwarzaniem węchowym, a prawdopodobnie także z innymi procesami.

## Położenie
Kora śródwęchowa jest położona w podstawno-przyśrodkowej części płata skroniowego u ludzi i innych naczelnych oraz u pozostałych zwierząt z wyróżnionym płatem skroniowym. U pozostałych znajduje się ona w części tylno-brzuszno-przyśrodkowej kresomózgowia. Na ogół graniczy w części przedniej z korą gruszkowatą, przyśrodkowo z parasubiculum, bocznie z korą transentorynalną, perirynalną i parahipokampalną u naczelnych, u pozostałych z korą perirynalną i postrynalną.

## Budowa
Kora śródwęchowa ma charakterystyczną budowę cytoarchitektoniczną, widoczną na przekroju poprzecznym do warstw komórkowych. Składa się z sześciu warstw, w tym warstwa I i IV to warstwy drobinowe, skąpokomórkowe, składające się głównie z wypustek neuronów, natomiast warstwy II–III i V–VI to warstwy komórkowe. Warstwa IV, zwana z łaciny „lamina dissecans”, oddziela blaszkę powierzchniową (warstwy I–III) od blaszki głębokiej (warstwy V–VI). W warstwie II często można wyróżnić zgrupowania komórek zwane wyspami. Wyspy te są na tyle duże, że na powierzchni kory śródwęchowej u człowieka widoczne są w postaci brodawkowatych wypukłości.
Ze względu na różnice w budowie cytoarchitektonicznej, ale także różnice w połączeniach i fizjologii, kora śródwęchowa jest na ogół dzielona na dwie części – boczną i przyśrodkową korę śródwęchową. Istnieją też podziały na większą liczbę podobszarów kory śródwęchowej.

## Połączenia
Kora śródwęchowa posiada liczne połączenia z innymi strukturami w mózgu. Można je podzielić na kilka grup:
Połączenia z formacją hipokampaKora śródwęchowa wysyła projekcje do zakrętu zębatego i pola CA3 hipokampa z warstwy II, a do pola CA1 i subiculum z wartswy III. Istnieje też niewielka projekcja do zakrętu zębatego z warstwy VI, w której biorą udział również włókna GABAergiczne. W odwrotnym kierunku, to znaczy do kory śródwęchowej, docierają połączenia z pół CA1 i subiculum, zakończone głównie w warstwach głębokich, a część także w warstwach płytkich. Teoretycznie istnieje pętla łącząca obustronnie formację hipokampa i korę śródwęchową. Dodatkowo kora śródwęchowa jest również połączona z presubiculum i parasubiculum. W układach opisanych połączeń istnieje ścisła organizacja topograficzna, to znaczy odpowiednie fragmenty wysyłają bądź przyjmują projekcje tylko z określonych fragmentów innych obszarów.
Połączenia ze strukturami węchowymiBardzo istotną część połączeń kory śródwęchowej stanowią wzajemne połączenia z zespołem struktur zaangażowanych w przetwarzanie informacji węchowej. Zalicza się do nich opuszki węchowe (bulbi olfactorii), przednie pole węchowe (anterior olfactory area), korę gruszkowatą (cortex piriformis), jądro wewnątrzwęchowe (nucleus endopiriformis) oraz korę oczodołową (ang. orbital cortex). Połączenia ze strukturami węchowymi dotyczą głównie kory śródwęchowej bocznej. U ludzi obszar posiadający projekcję z opuszki węchowej jest dużo mniejszy niż u gryzoni czy drapieżnych.
Połączenia z polami asocjacyjnymiKora śródwęchowa łączy się poza opisanymi polami korowymi także z korą perirynalną (okołowęchową, ang. perirhinal cortex) oraz korą postrynalną (zawęchową, łac. cortex postrhinalis, ang. postrhinal cortex), a u naczelnych z korą perirynalną i parahipokampalną (przyhipokampową, łac. cortex parahippocampalis, ang. parahippocampal cortex). Inne asocjacyjne obszary korowe, szczególnie te z powierzchni płatów skroniowych i pochodzące z obszarów kory przedczołowej mają również istotne koneksje z korą śródwęchową.
Inne połączeniaIstnieją dosyć bogate połączenia kory śródwęchowej z ciałem migdałowatym, przy czym u gryzoni te połączenia dotyczą głównie bocznej kory śródwęchowej. Połączenia ze wzgórzem są najprawdopodobniej ograniczone do jądra łączącego wzgórza (nucleus reuniens), które bogato unerwia korę śródwęchową. Dodatkowo kora śródwęchowa wysyła połączenia do prążkowia (striatum), a w szczególności do jądra półleżącego (nucleus accumbens). Otrzymuje też projekcje z pnia mózgu, a między innymi serotonergiczną z jąder szwu (nuclei raphes), dopaminergiczną z obszaru brzusznej nakrywki (łac. area tegmentalis ventralis, ang. ventral tegmental area) oraz noradrenergiczną z jądra miejsca sinawego (nucleus loci caerulei).

## Fizjologia
Fizjologia kory śródwęchowej nie jest dobrze znana, wiadomo jednak, że posiada ona pewne szczególne właściwości. Po pierwsze, część neuronów tego obszaru wytwarza podprogowe oscylacje potencjału błonowego, co ułatwia wytwarzanie synchronicznej aktywności w sieciach nerwowych (rytmogenezę). Po drugie, istnieje różnica w częstości filtrowania sygnałów pomiędzy neuronami warstw II i III, co przyczynia się do tego, że inne sygnały trafiają do zakrętu zębatego, a inne do pola CA1 i subiculum w hipokampie. Po trzecie, w korze śródwęchowej odkryto nowy mechanizm komórkowy związany z pamięcią. Polega on na tym, że neurony kory śródwęchowej „zapamiętują” sumaryczny wkład impulsów, jakie otrzymały od innych neuronów, i odpowiednio do tego wkładu zmieniają swoją aktywność. W korze śródwęchowej odkryto również występowanie zarówno długotrwałego wzmocnienia synaptycznego (LTP), jak i długotrwałego osłabienia synaptycznego (LTD).

## Udział w zachowaniu
Kora śródwęchowa, jako struktura związana anatomicznie i czynnościowo z formacją hipokampa, jest uważana za kluczową część zaangażowaną w funkcjonowanie niektórych form pamięci, takich jak pamięć przestrzenna lub pamięć epizodyczna. Jak do tej pory jej wkład w te procesy nie jest jednoznaczny i wymaga gruntownych badań, ponieważ wyniki doświadczeń zarówno na gryzoniach, jak i na małpach, są niejasne. Wydaje się, że kora śródwęchowa jest zaangażowana w subtelne formy rozumowania, co wykazano w badaniach na małpach za pomocą odpowiednich testów.

## Udział w procesach patologicznych
PadaczkaOd dłuższego czasu wiadomo, że wzmożona plastyczność struktur płata skroniowego, która prawdopodobnie jest czynnikiem umożliwiającym sprawne zapamiętywanie, prowadzić może także do powstawania nadmiernego pobudzenia w układzie nerwowym. Procesem patologicznym bazującym na tej właściwości jest padaczka, która może rozwinąć się właśnie w korze śródwęchowej i obszarach z nią połączonych. Nazywana jest wtedy padaczką skroniową. Jest to często lekooporna forma choroby.
Choroba AlzheimeraW chorobie Alzheimera, chorobie neurodegeneracyjnej, w której ulega powolnej degeneracji znaczna część mózgu, kora śródwęchowa jest jedną z pierwszych zaatakowanych struktur. Wydaje się, że pierwszym obszarem, który zostaje dotknięty degeneracją w tej chorobie jest wyróżniona tylko u naczelnych kora transentorynalna, sąsiadująca bocznie z korą śródwęchową. Potem dołączają struktury formacji hipokampa i przylegające obszary korowe, w tym kora śródwęchowa. Z racji zaangażowania tych pól korowych w funkcje pamięciowe i węchowe, jednymi z pierwszych zauważalnych patologicznych objawów w przebiegu choroby Alzheimera są zaburzenia pamięci oraz anosmia (utrata powonienia).
SchizofreniaZmiany neuropatologiczne u zmarłych schizofreników były w obszarze kory śródwęchowej wykrywane ze zmiennym powodzeniem i ich rzeczywiste występowanie jest dyskusyjne (a dotyczy głównie różnic w rozmieszczeniu subpopulacji interneuronów GABAergicznych). Natomiast z pewnych badań rozwojowych u zwierząt wiadomo, że wczesne uszkodzenia kory śródwęchowej (podobnie jak uszkodzenia formacji hipokampa) prowadzą w wieku dorosłym do zaburzeń poznawczych przypominających schizofrenię u zwierząt.

Przeczytaj ostrzeżenie dotyczące informacji medycznych i pokrewnych zamieszczonych w Wikipedii.